# Conspiration (film, 2008)
Pour les articles homonymes, voir Conspiration (homonymie).
Pour plus de détails, voir Fiche technique et Distribution.
Conspiration (Conspiracy) est un film d'action américain réalisé par Adam Marcus (en), sorti en 2008.

## Synopsis
Un vétéran de la guerre en Irak, William "Spooky" McPherson (Val Kilmer), revient en Arizona pour rendre visite à un vieil ami, également soldat. Mais il découvre que ce dernier a disparu sans laisser de traces et que tout le monde nie son existence. Il apprend que son ami a été exécuté par un homme d'affaires impitoyable, Rhodes (Gary Cole), qui rachète des terres pour y construire des immeubles tout en exploitant des Mexicains. McPherson déclare la guerre à Rhodes pour se venger.

## Fiche technique
- Titre original : Conspiracy
- Titre français : Conspiration
- Réalisation : Adam Marcus (en)
- Scénario : Adam Marcus et Debra Sullivan
- Photographie : Ben Weinstein
- Montage : Eric L. Beason
- Musique : Sujin Nam
- Production : Gilbert Dumontet, Ira Posnansky et Alison Semenza
- Société(s) de distribution : Sony Pictures
- Pays d'origine :  États-Unis
- Langue : anglais
- Genre : Action
- Durée : 90 minutes
- Dates de sortie : 
  -  États-Unis : 18 mars 2008 (DVD)
  -  France : 21 mai 2008 (DVD)

## Distribution
- Val Kilmer : William "Spooky" MacPherson
- Gary Cole : Rhodes
- Jennifer Esposito : Joanna
- Jay Jablonski : Adjoint Foster
- Greg Serano : Miguel Silva
- Stacy Marie Warden : Carly
- Christopher Gehrman : E. B.
- Bob Rumnock : Shériff Bock
- Jude B. Lanston : Sergent